# ستوكهولم
59°21′N 18°04′E / 59.350°N 18.067°E
إِسْتُكْهُلْم ويقال إِسْطُكْهُلْم عاصمة مملكة السويد والمدينة الأكثر كثافة سكانية، فضلًا عن كونها أكبر منطقة حضرية في دول شمال أوروبا. يعيش فيها نحو 1.6 مليون في المناطق الحضرية و2.4 مليون في منطقة العاصمة. تمتد المدينة عبر أربعة عشر جزيرة حيث تصب بحيرة مالارين في بحر البلطيق. أما سلسلة جزر أرخبيل إستكهلم فتقع خارج المدينة إلى الشرق وعلى طول الساحل. استُوطنت المنطقة منذ العصر الحجري في الألفية السادسة قبل الميلاد وتأسست كمدينة في عام 1252 على يد رجل الدولة السويدي بيرغر يارل. تعد المدينة اليوم بمثابة مقر مقاطعة إستكهلم.
تعد إستكهلم المركز الثقافي والإعلامي والسياسي والاقتصادي للسويد. وتمثل منطقتها وحدها أكثر من ثلث الناتج المحلي الإجمالي للبلاد، وتُصنف من بين أفضل 10 مناطق في أوروبا من حيث نصيب الفرد من الناتج المحلي الإجمالي. تعد كذلك مدينة عالمية، فهي الأكبر بين الدول الإسكندنافية والمركز الرئيس لمقرات الشركات في منطقة الشمال، وموطنًا لبعض أفضل الجامعات في أوروبا، مثل معهد كارولنسكا ومدرسة إستكهلم للاقتصاد والمعهد الملكي للتكنولوجيا وجامعة إستكهلم. تستضيف العاصمة احتفالات جائزة نوبل السنوية ومأدبة تُقام في قاعة إستكهلم للحفلات الموسيقية وقاعة مدينة إستكهلم. إن أحد أهم متاحف المدينة هو متحف فاسا الأكثر زيارة في الدول الإسكندنافية. ويشتهر مترو إستكهلم الذي افتُتح في عام 1950 بديكور محطاته؛ وقد وُصف بأنه أطول معرض فني في العالم. استضافت المدينة دورة الألعاب الأولمبية الصيفية 1912، واستضافت عديدًا من الأحداث الرياضية الدولية الأخرى منذ ذلك الحين.
تعد العاصمة إستكهلم المركز المالي الرئيس في السويد، وواحدة من أكبر المراكز في الدول الإسكندنافية، وتستضيف عديدًا من أكبر الشركات في السويد. علاوةً على ذلك، فإن المقر الرئيس لمعظم البنوك السويدية الكبرى يقع في إستكهلم. وهي واحدة من مراكز التكنولوجيا الكبرى في أوروبا، وتُسمى أحيانًا بمركز الابتكار الأوروبي. يبلغ الناتج المحلي الإجمالي لمنطقة إستكهلم نحو 180 مليار دولار، وتمتلك المقاطعة أعلى نصيب للفرد من الناتج المحلي الإجمالي بين جميع محافظات السويد.
إستكهلم هي مقر الحكومة السويدية ومعظم وكالاتها، بما في ذلك أعلى المحاكم في السلطة القضائية ومقر الإقامة الرسمي للملك السويدي ورئيس الوزراء. يقع مقر الحكومة في مبنى روزنباد، أما الريكسداغ (البرلمان السويدي) فيقع ضمن مبنى البرلمان السويدي، ويقع مقر إقامة رئيس الوزراء في قصر ساغر هاوس المجاور. إن قصر إستكهلم هو المقر الرسمي ومكان العمل الرئيس للعاهل السويدي، في حين أن قصر دروتنينغهولم في إيكيرو المجاورة هو بمثابة المقر الخاص للعائلة المالكة.

## التسمية
أول ذكر موثق للاسم «إستكهلم» ورد في رسالتين مكتوبين باللاتينية عام 1252؛ الأولى كتبت في شهر يوليو (تموز) وهي رسالة عَرض فيها كل من الملك فالديمار وبيريِر يارل ((بالسويدية: Birger jarl)) رعايتهما لدير Fogdö Abbey؛ والأخرى كتبها بيريِر يارل في أغسطس (آب) تحث الفلاحين في أتونْدَلاند على دفع ضريبة العشر لكاتدرائية أوبسالا. كلتا الرسالتين حُررتا في إستكهلم، ولكنهما لم تظهرا أي معلومات أخرى عن المدينة نفسها أو أي خلفية عن التسمية.
مع أن الاسم سهل التجزئة إلى عنصرين منفصلين: stokker (أو stock بالسويدية الحديثة)، وتعني «سجل» و holme، وتعني جزيرة، إلا أنه وفي واقع الأمر أن تفسير الاسم أكثر تعقيداً من ذلك. كثير من الأساطير حاولت على مرِّ السنين إعطاء خلفية لتسمية المدينة. أول محاولة لتفسير جدي قُدمت من قبل خبير العلوم الإنسانية الألماني جاكوب زيغلر في بحثه شونديا ((بالألمانية: Schondia)) والذي طبع باللغة اللاتينية عام 1532، حيث يصف فيه المدينة على أنها معقل ومركز التجارة للسويدين، والواقعة ما بين الpaludibus والتي تعني المستنقعات أو البحيرات، كفينيسيا (البندقية) حيث ترتكز على الأعمدة. يرجح أن زيغلر بينما كان في روما قد تواصل مع بعض السويديين البارزين مثل يوهانس ماغنُس الذي زوده بوصف للمدينة، والتي ما زالت تدعى إلى الآن ب«فينيسيا الشمال» (Nordens Venedig).

## تاريخ
سكنت بقعة إستكهلم قبل تأسيسها سنة 1252 من قبل بيرغر يارل. أصبحت المدينة في العصور الوسطى مركزاً اقتصادياً مزدهراً إثر العلاقات المتينة مع مدن الهانز خاصة لوبك.
عام 1520 توِّج كريستيان الثاني ملكاً على الدانمارك والنرويج. ولكي يعزز نفوذه في السويد، أمر بتصفية أعضاء الحزب الوطني السويدي ضمن أحداث حمام دم إستكهلم في 08 نوفمبر 1250.
بعد ذلك بثلاث سنوات، خلعت السيطرة الدنماركية وأصبح غوستاف فازا الأول ملكاً على السويد، فجعل إستكهلم القلب النابض لمملكته، إلى أن أمست عاصمة للسويد سنة 1634، حيث كانت في ذلك القرن مركزاً ثقافياً مشهوراً. وجرّت الثورة الصناعية ابتداءً من عام 1895 نموّاً ديمغرافيّاً وجغرافيّاً مؤثراً.
من الأحداث الكبرى التي جرت في إستكهلم في القرن العشرين، دورة الألعاب الأولمبية عام 1912.

## إستكهلم بين الماضي والحاضر

### إستكهلم في العصور الوسطى
(Medeltidens Stockholm)
جرى بناء المزيد من البيوت، حيث جذبت التجارة والملاحة البحرية إلى المدينة العاملين في الحرف اليدوية، مثل الحذائين والخبازين ،والخياطين، وغيرهم. تم بناء جدران تحيط بالمدينة، وبُنيت قلعة (التيجان الثلاث/Tre Kronor) حول البرج. كانت السويد في ذلك الوقت كاثوليكية، وقد تم بناء العديد من الكنائس لسكان المدينة. ومن بين هذه الكنائس كنيسة بيشيركان (Bykyrkan) التي تسمى اليوم كنيسة إستكهلم، وكذلك العديد من كنائس الأديرة مثل كنيسة كلارا (Klara kyrka).
نشبت العديد من الحروب في تلك الفترة، وكانت غالباً ضد الدانماركيين. في عام 1477، كسب السويديون الحرب ضد الجيش الدانماركي في معركة برونكيباري (Brunkeberg). في عام 1520، استولى الدانماركيون على السلطة في السويد، وبعد ذلك تخلص الملك الدانماركي كريستيان الثاني من أقوى الرجال في السويد في مذبحة سالت فيها الدماء في الساحة الكبرى ستورتورييت (Stortorget). في الثلاثينيات من القرن 16 تحولت السويد إلى المسيحية اللوثرية؛ وبلغ عدد السكان حوالي 9000 نسمة عام 1590.

### القرن 17: أصبحت إستكهلم عاصمة حقيقية
(1600-talet: Stockholm blir en riktig huvudstad)
من خلال الحروب أصبحت السويد قوة عظمى، وأصبح بالإمكان إعادة بناء المدينة الصغيرة إستكهلم وأصبحت أكبر حجماً بسبب وجود الأموال. هُدِمت العديد من البيوت الخشبية. وأخذ النبلاء يبنون قصوراً، وأعيد بناء الشوارع المتعرجة في المدينة لتصبح مستقيمة. تم بناء الشوارع مثل شارع الملكة/ دروتنينغ غاتان (Drottninggatan) وشارع الحكومة/ريارينغس غاتان (Regeringsgatan). حكمت الملكة كريستينا خلال السنوات 1650-1654. وقد بُنيت أول بوابة مائية عند سلوسِّـن (Slussen) بمساعدة من هولندا.
أخذ الناس في السويد ينتقلون من الأرياف إلى إستكهلم، وكذلك من ألمانيا وهولندا ومن الدول الأوروبية الأخرى. كان يوجد في المدينة جنود يخرجون للحروب في أوروبا ومهنيون حرفيون لديهم المعرفة المطلوبة لبناء القصور الجديدة. أخذت المدينة تنمو بشكل كبير. وانتقل العديد من الناس إلى نورمالم وسودرمالم وكونغسهولمِـن. في عام 1697 احترقت قلعة (التيجان الثلاث/Tre Kronor) القديمة. وازداد عدد الناس بسرعة كبيرة ليصبح 45000 عام 1670.

### القرن 18
(1700-talet)
لم تعُد الحروب ناجحة ولم تعُد إستكهلم غنية. عام 1723 بدأ العمل على بناء القلعة الجديدة التي صممها المهندس المعماري تيسين (Tessin). عام 1754 انتهى بناء القلعة، وبهدف زخرفتها جرى استدعاء فنانين أجانب إلى السويد من إيطاليا وألمانيا وفرنسا. وقد استقر العديد من هؤلاء الفنانين هنا وأخذت الحياة الثقافية تزدهر. بُنيت بوابة مائية جديدة على يد كريستوفر بولهيم (Christopher Polhem). وكان كارل ميكائيل بيلمان (Carl Michael Bellman) يكتب الأغاني التي تصف حياة سكان إستكهلم بطريقة مفعمة بالحياة إلى درجة أن أغانيه لا تزال تـُغنى حتى اليوم. عام 1792 تم قتل الملك كارل غوستاف الثالث بالرصاص في حفل تنكري. بلغ عدد السكان حوالي 72000 نسمة عام 1790.

### القرن 19
(1800-talet)
أودى مرض الكوليرا بحياة العديدين خلال العديد من الأوبئة. في العديد من الأماكن، مثل منطقة غولمارسـبلان (Gullmarsplan)، لا تزال حدائق كنائس الأديرة موجودة حتى اليوم. في الستينيات من القرن 19 حصلت المدينة على مجاري المياه، وعندما أصبح الماء نظيفاً بدأت أخيراً نسبة الوفيات لدى الأطفال تنخفض. في منتصف القرن 19 بنيت بوابة مائية جديدة. مع نهاية القرن 19 جرى بناء العديد من المصانع والورشات الميكانيكية في وسط المدينة. انتقل الكثير من الناس من الأرياف وكانت القطارات والمراكب البخارية تسهّـل الرحلات. تم هدم البيوت القديمة مرة أخرى وجرى بناء المباني الحجرية العالية مكانها. كانت العائلات الغنية تسكن في شقق كبيرة، ولكن أغلبية الناس كانوا يعيشون على نحو مكتظ. وغالباً ما كانت العائلات التي تتألف من ثمانية أشخاص تعيش في غرفة واحدة مع مطبخ. تم بناء مدارس الأطفال مثل مدرسة صوفيا وماتيوس وغوستاف فاسا، وفي عام 1852 صدر قانون الدراسة لمدة 6 سنوات في المدرسة الشعبية العامة. نمت إستكهلم أسرع مما كانت عليه يوماً ما. أصبح عدد السكان عام 1880 حوالي 200000 نسمة.

### القرن 20
(1900-talet)
تسببت الحرب العالمية الأولى بنقص الطعام في إستكهلم. وقد جرى اعتقال نساء بعد أحداث الشغب المرتبطة بالمجاعة ضد بائعي البطاطس عام 1914. وأخذت زراعة الكرنب تنتشر في الحدائق بدلاً من الزهور. جرى افتتاح دار البلدية عام 1923. حصلت النساء على حق التصويت للمرة الأولى عام 1925. وفي الثلاثينيات من القرن العشرين بُنيت الحدائق العامة وبدأ تشييد ألعاب الحدائق للأطفال. تأسست شركات الإسكان مثل إستكهلمس هيم (Stockholmshem) وسفنسكا بوستادِر (Svenska Bostäder) لتوفر مساكن الأجرة لسكان إستكهلم ولكي لا يضطر الناس للعيش على نحو مكتظ. أخذت الضواحي تنمو.
تم بناء نظام الرفاهية، مثل رعاية المسنين ومراكز رعاية الطفولة وملاحظة الأطفال/ الحضانة، وبُنيت مستشفى سودِر (Södersjukhuset) ومستشفى كارولينسكا (Karolinska sjukhuset) وستشفى سانكت يوران (S:t Görans sjukhus). ازدادت حركة المرور في المدينة، واتسعت طرق الترمواي والباصات وقطار الأنفاق (تونـِّـلبانا) والشوارع ومواقف السيارات. عام 1935 تم بناء بوابة مائية جديدة لتتناسب مع ازدياد حركة مرور السيارات. جرى هدم منطقة كلارا في وسط إستكهلم في الستينيات والسبعينيات من القرن 20. وبُني مكانها ساحة هوتورييت (Hötorget) وساحة سيرغِـلس توري (Sergels torg) وأبنية جديدة مكان تلك القديمة. اشترى مجلس بلدية المدينة الأراضي وأخذ يبنى عليها. شارهولمِـن (Skärholmen) وتينستا (Tensta) ورينكِبي (Rinkeby) وهوسبي (Husby) تنتمي الآن إلى بلدية إستكهلم. جاء العديد من المهاجرين من مختلف البلدان وقد حصل الكثيرون منهم على مساكن في الضواحي. اغتيل رئيس الوزراء أولوف بالمه (Olof Palme) في شارع سفيا فاغِـن عام 1986.

### القرن 21
(2000-talet)
يجري الآن التخطيط لبناء بوابة مائية جديدة. العديد من دور الحضانة والمدارس ومراكز الرعاية الصحية التي كانت تملكها البلدية أصبحت الآن ملكية خاصة. يجري هدم المناطق الصناعية القديمة لبناء مساكن بدلاً منها. يجري بناء مناطق جديدة كلياً مثل مدينة هامّـاربي (Hammarby) البحرية. عربات الترامواي التي اختفت من الشوارع منذ الستينيات من القرن 20 تعود الآن بسبب الرغبة في العثور على بدائل عن السيارات تكون صديقة للبيئة.

## جغرافيا

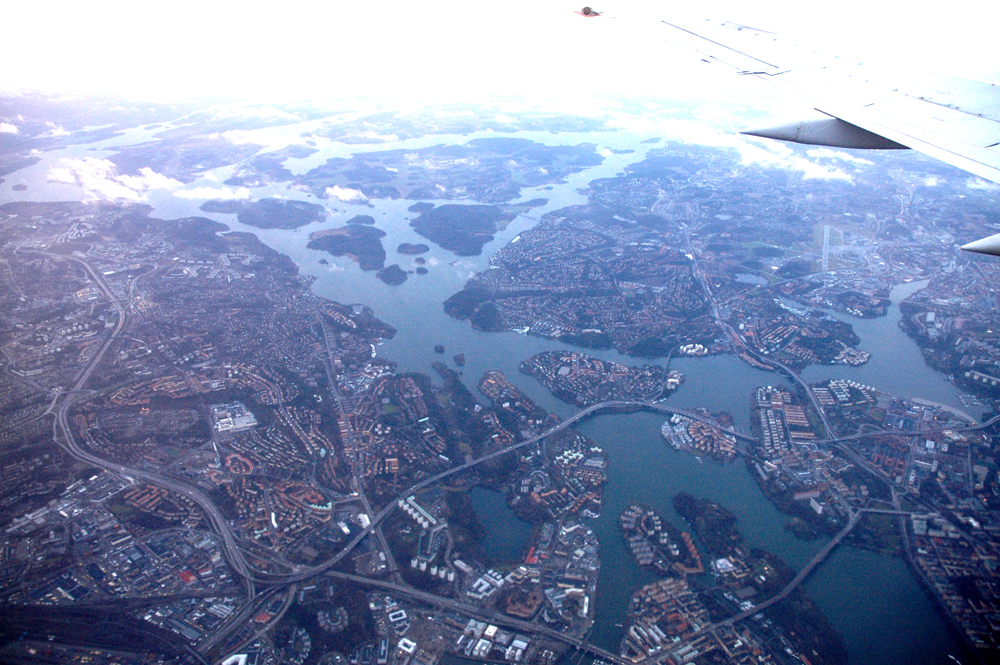
تقع المدينة على أربعة عشر جزيرة تتصل عبر جسور.

الأجزاء الرئيسية من المدينة تحتوي على أربعة عشر جزيرة والتي هي جزء من أرخبيل إستكهلم، المركز الجغرافي للمدينة يقع على الماء في خليج ريدارف، أكثر من 30% من مساحة المدينة تتألف من ممرات مائية، و 30% أخرى من مساحة المدينة مكونة من متنزهات ومساحات خضراء.
تشهد «إستكهلم» مناخاً رطباً قارياً ومحيطياً، بصيف لطيف معتدل تُسجل الحرارة العظمى فيه 22 درجة مئوية في شهر يوليو. أما الشتاء فيكون بارداً بحرارة تبقى دون الصفر لعدة أسابيع. يُعد يناير وفبراير الأبرد بحرارة تبلغ صفر إلى -1 درجة مئوية، بينما تبقى الصغرى عند -5 درجة مئوية. تستقبل المدينة 540 مم من الأمطار سنوياً، تتساقط معظمها في يوليو بواقع 72 مم، على عكس فبراير الأكثر جفافاً بمعدل 26 مم فقط من الأمطار. وقد تشهد المدينة تساقطاً للثلوج خلال الفترة من ديسمبر وحتى مارس.

## اقتصاد

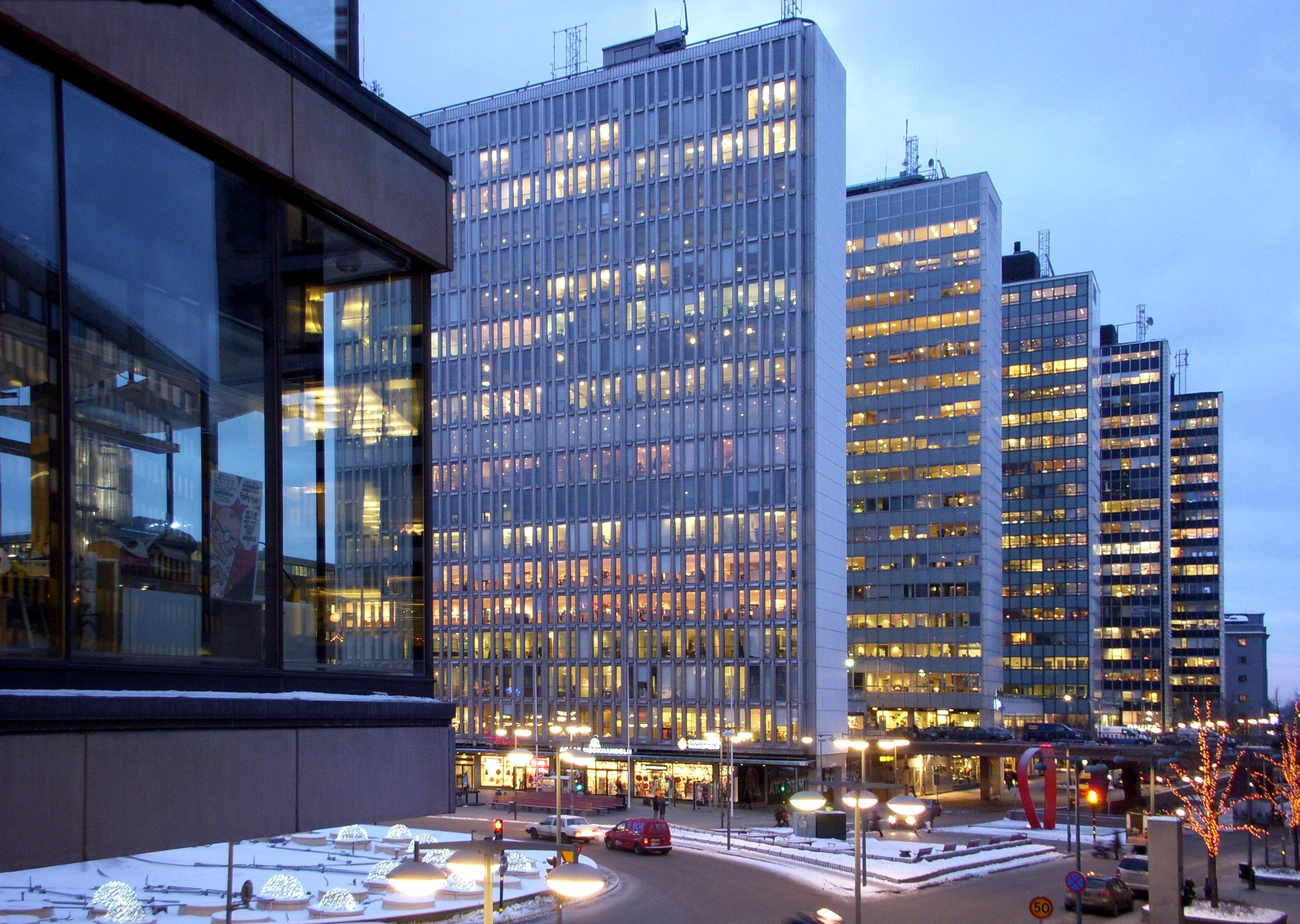
أبراج بالقرب من ساحة سيرغل كبرى ساحات العاصمة السويدية.

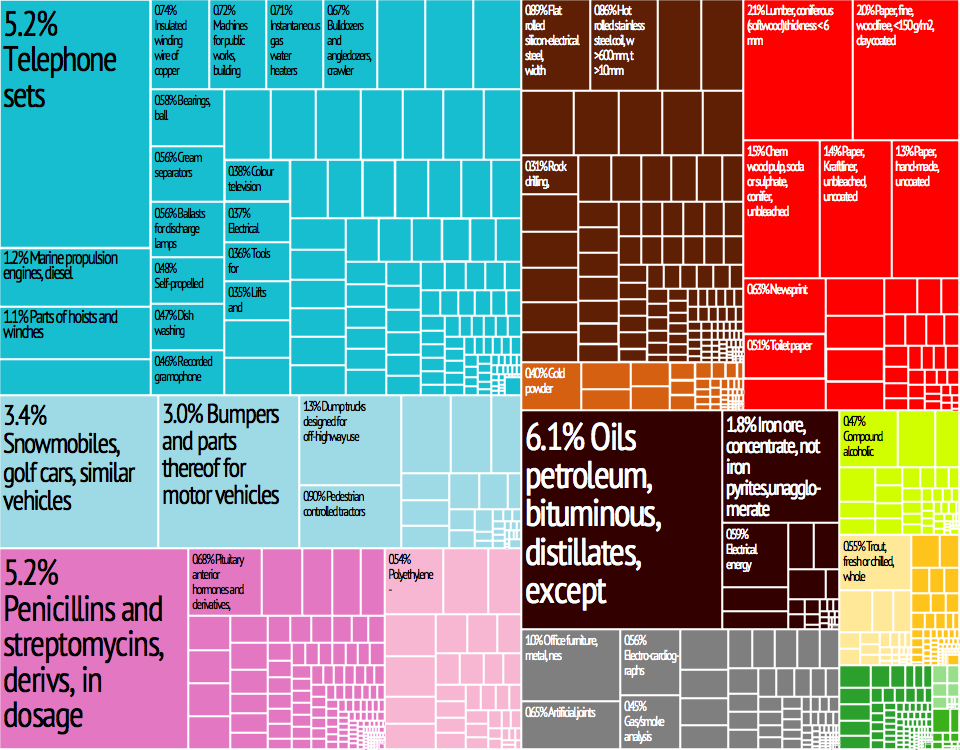
جدول يُظهر أنواع صادرات السويد حسب النوع.

العاصمة السياسية أيضا عاصمة اقتصادية (تجارة، صناعة، مالية، نقل وأبحاث)، يتركز بها سدس سكان السويد ومعضم السلطات الإدارية. يغلب على اقتصادها القطاع الثلاثي الذي يشغل 80% من القوى العاملة. كما تحتل الأشغال الحكومية والإدارية والسياحة منطقة خاصة في قلب اقتصاد المدينة، مقر جمعية نوبل.
الصناعة متنوعة وتمتاز بجودة عالية في عدة مجالات كالطباعة، تكرير البترول، التجهيزات الكهربائية والالكترونية؛ الصناعة الغذائية، الميكانيكية، الحديدية، الكيمياوية واليحرية إضافة إلى صناعة الخشبية والورقية والنسيجية دون إغفال الصناعة الراقية. غير أنّ الغياب شبه التام لمحطات الوقود الأحفوري يجعل إستكهلم واحدة من أنظف المدن في العالم. وقد شهد العقد الماضي عددا كبيرا من فرص العمل في شركات التكنولوجيا العالية. وتشمل الشركات الكبيرة آي‌ بي‌ إم، إريكسون، وإلكترولوكس. يقع مركز تكنولوجيا المعلومات الكبرى في كيستا، في شمال إستكهلم.
تقع بإستكهلم مقرات بنوك سويدية كبرى مثل: نورديا، هاندلسبانكن، سويدبانك، وسكاندينافيسكا إنسكيلدا بنكن؛ وكذلك شركات تأمين مثل: سكانديا، فولكسام وتريغ-هانسا.
إستكهلم هي أيضا موطن لأهم بورصة في السويد، إستكهلم للأوراق المالية وهي إستكهلم بورسن (Stockholmsbörsen). بالإضافة إلى ذلك، تقع فيها المقرات الرئيسية لحوالي 45٪ من الشركات السويدية وفي السنوات الأخيرة، لعبت السياحة دورا هاما في اقتصاد المدينة. تحتل مقاطعة إستكهلم عاشر أكبر وجهة للزوار في أوروبا، مع أكثر من 10 ملايين عائدات لليلة سنويا. ومن بين 44 مدينة أوروبية تمت زيارتها في الفترة 2004-2008 حلت إستكهلم في المرتبة 6 في قائمة أكثر المدن مدى للفترة السياحية.
و لكونها مقتطع طرق مهم فإن العاصمة السويدية تحوز على مطار دولي بأرلاندا 48 كلم شمالي المدينة. التجارة البحرية واضحة حتى في فترة التجمد الشتوي للخليج غير أن العائق يجعل مينائها الرابع وطنيا من حيث حركة السلع التي تتجاوز ال5 ملايين طن لكن الرحلات السياحية منتعشة خاصة نحو الجارة فنلندا إلى ميناء توركو.

## تعليم

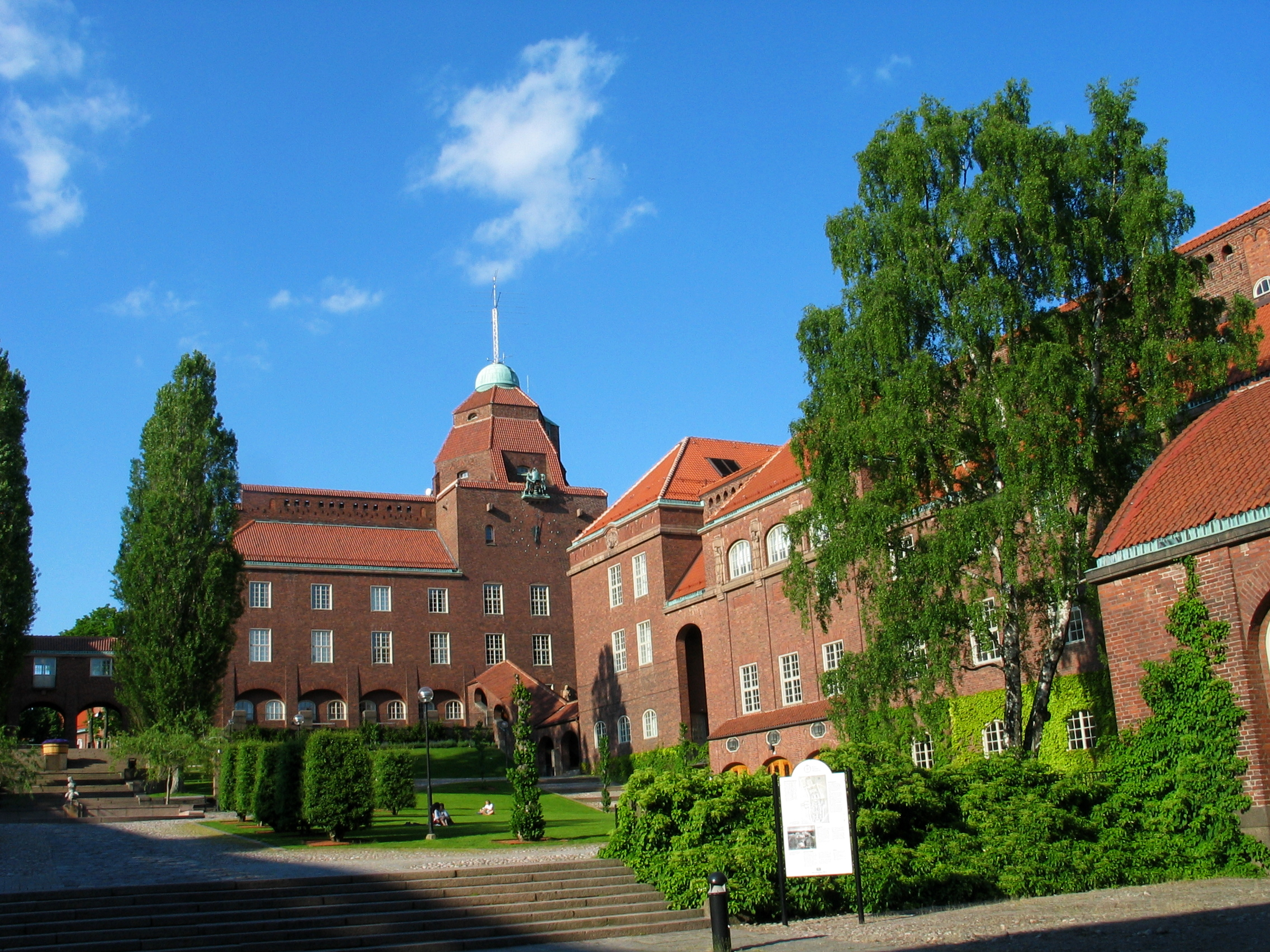
المعهد الملكي للتكنولوجيا.

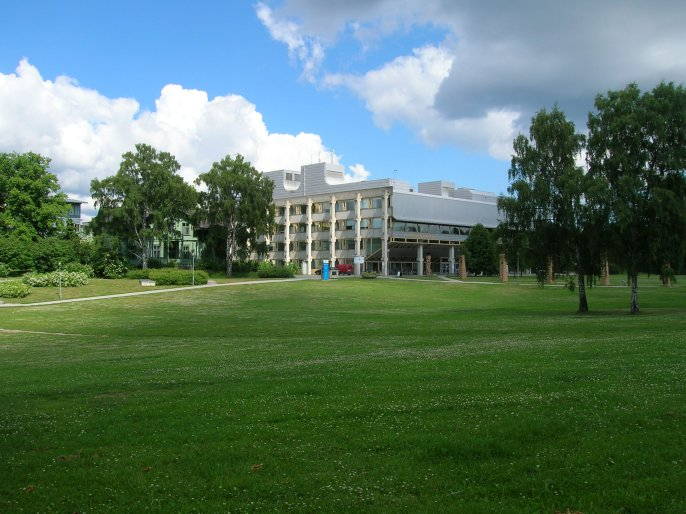
معمل آرهينيوس بجامعة إستكهلم.

بدأت رحلة البحث والتعليم العالي في مجال العلوم في إستكهلم في القرن 18، مع التعليم في الطب ومختلف المؤسسات البحثية مثل مرصد إستكهلم.
تم إضفاء الطابع الرسمي على التعليم الطبي في نهاية المطاف في عام 1811 وذلك في معهد كارولينسكا.

### المعهد الملكي للتقنية
تأسس المعهد الملكي للتكنولوجيا المعهد الملكي للتكنولوجيا، أو المعهد الملكي للتكنولوجيا في عام 1827 وتعد حاليا أكبر معهد للتعليم العالي للتكنولوجيا في الدول الإسكندنافية مع 13,000 طالب وطالبة.

### جامعة إستكهلم
تشكلت النواة الأولى لمؤسسة التعليم العالي الأولى في المدينة عام 1877م، والتي أصبحت جامعة بشكل رسمي في عام 1960م تحت اسم جامعة إستكهلم. يدرس بها الآن 52,000 طالب حسب دراسة من عام 2008.
والجامعة تضم العديد من المؤسسات التاريخية، مثل المرصد، والمتحف السويدي للتاريخ الطبيعي، والحديقة النباتية (Bergianskaträdgården).

### مراكز خاصة للتعليم العالي
هناك مدرسة إستكهلم للاقتصاد، التي تأسست في عام 1909، هي واحدة من عدد قليل من المؤسسات الخاصة للتعليم العالي في السويد.
أما في الفنون الجميلة، فهناك: المؤسسات التعليمية في الكلية الملكية للموسيقى، التي لديها تاريخ يعود إلى التحفظية التي تأسست كجزء من الأكاديمية الملكية السويدية للموسيقى في عام 1771، وكلية الجامعة الملكية للفنون الجميلة، والتي لديها تاريخ مماثل لتأسيس الأكاديمية الملكية السويدية للفنون وهو العام 1735، والأكاديمية الوطنية السويدية للإيماء والتمثيل، والذي هو استمرار للمدرسة من المسرح الدرامي.

## سكان

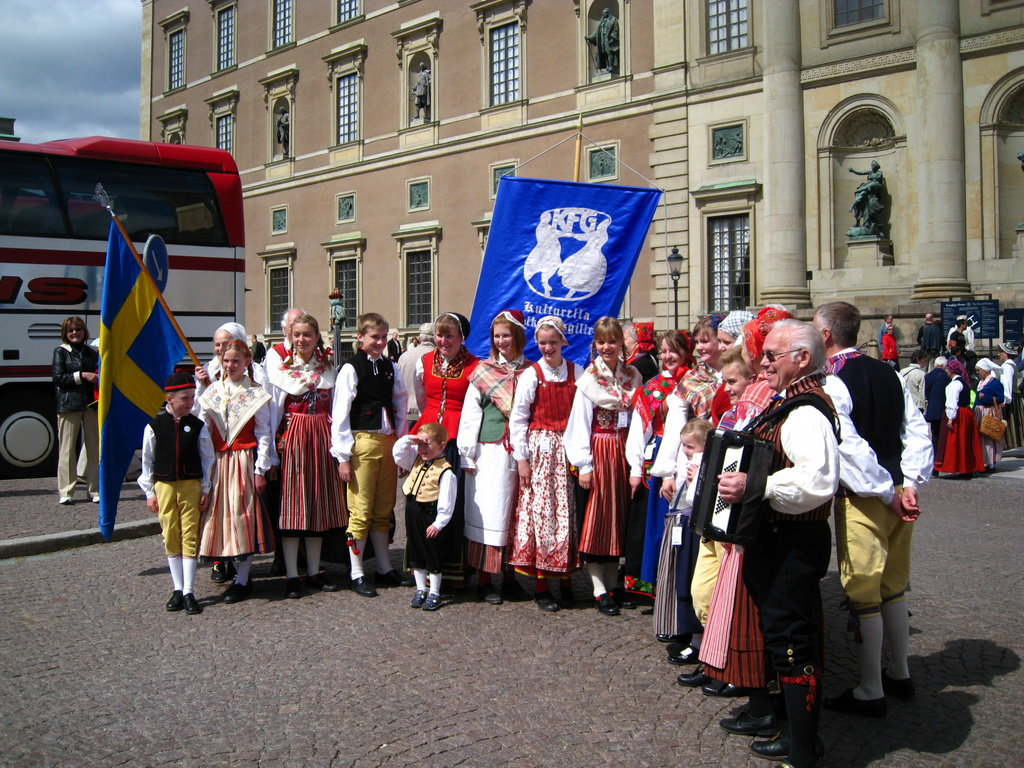
سويديون في ملابسهم التقليدية.

المنطقة إستكهلم تعد موطنا لحوالي 22٪ من مجموع سكان السويد، وحسابات لحوالي 29٪ من الناتج المحلي الإجمالي
لقد تغير مفهوم الجغرافي ل«إستكهلم» عدة مرات عبر الزمان.
وبحلول مطلع القرن 19، تألفت أساسا من إستكهلم المنطقة المعروفة اليوم باسم سيتي سنتر، ما يقرب من 35 كيلو متر مربع (14 ميل مربع) أو خمس منطقة البلدية الحالية.
في العقود التي تلت ذلك وأدرجت العديد من المناطق الأخرى (مثل بلدية Brännkyrka في عام 1913، في الوقت الذي كان 25,000 نسمة، و Spånga في عام 1949).
تأسست الحدود البلدية في عام 1971، مع استثناء من Hansta، في عام 1982 تم شراؤها من قبل بلدية إستكهلم من بلدية سولينتونا واليوم الطبيعة تستقبل العديد من السكان
كان السكان من 765044 في عام 2004، بواقع 370482 من الرجال و 394562 من النساء .
متوسط العمر هو 39.8 سنة، 40.5٪ من السكان بين 20 و 44 سنة 309480 شخص، أو 40.4٪ من السكان فوق سن 15 غير متزوجات.
كان المتزوجون 211115 شخص، أو 27.5٪ من السكان كما نجد أن 85373، أو 11.1٪ من السكان، ممن سبق لهم الزواج ولكن حصلوا على الطلاق.
ما يقرب من 26٪ من سكان إستكهلم هي من أصول مهاجرة أو غير السويدية.
ومن المعروف أن سكان إستكهلم متنوعون بشكل كبير في بعض الضواحي لديك عدد كبير من السكان من المهاجرين. هناك لغات يتحدث في إستكهلم الكبرى غير السويدية، وتشمل هذه اللغات الفنلندية والإنجليزية. اللغات الأخرى المستخدمة هي البوسنية، السريانية، العربية، التركية، الكردية، الفارسية، الهولندية والإسبانية والصربية والكرواتية.
في القرن الماضي، أصبح سكان البلديات المجاورة في مقاطعة استكهولم ذات الصلة لا يميزون عن سكان بلدية إستكهلم، كما أصبحت تشكل العديد من البلديات جزء من المنطقة الحضرية إستكهلم وعلى هذا النحو كثيرا ما تعتبر جزءا من المصطلح العام «إستكهلم».
في كامل منطقة العاصمة إستكهلم، مع بلدياتها ال26، فإن عدد سكان يصل إلى أكثر من مليوني نسمة.المنطقة إستكهلم تعد موطنا لحوالي 22٪ من مجموع سكان السويد، كما تمثل حوالي 29٪ من الناتج المحلي الإجمالي.

## ثقافة

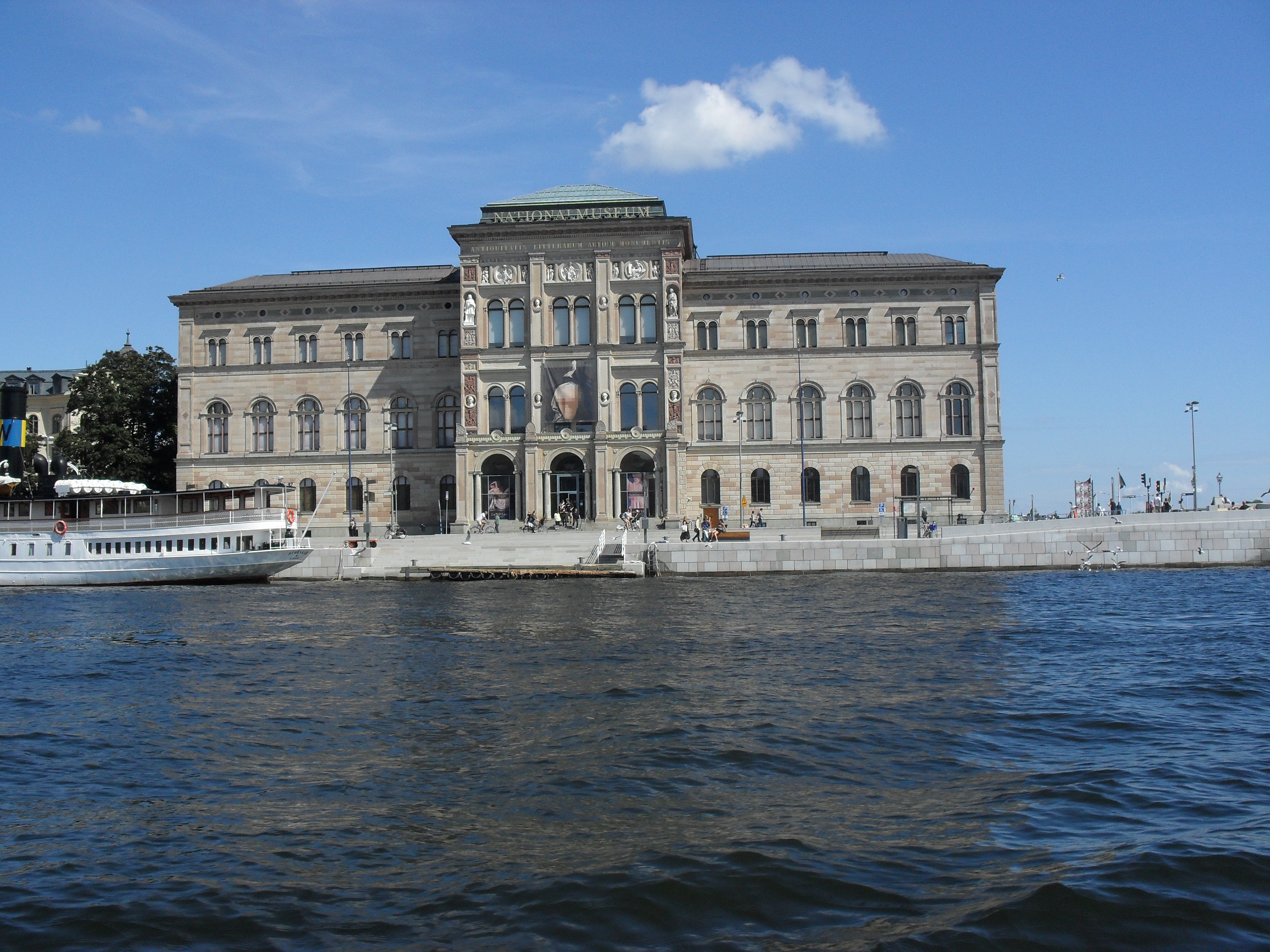
المتحف الوطني

كعاصمة علمية للسويد، تحتضن إستكهلم عديدا من المنشآت التعليمية والثقافية ونذكر منها:
- جامعة إستكهلم (1877)
- المعهد الملكي للتكنولوجيا (1827)
- مدرسة الفنون الجميلة (1735)
- المكتبة الملكية (1900)
- جمعية نوبل (1900)، الراعية لتقديم جوائز نوبل
- الأكاديمية السويدية (1786)

من بين العديد من المتاحف بالمدينة يبرز المتحف السويدي للتاريخ الطبيعي؛ المتحف الوطني، العارض لمجموعة مهمة من اللوحات، المنحوتات والرسومات؛ المتحف الشمالي (المخصص ل لفلكلور والعصور القديمة بالسويد)؛ متحف الفن المعاصر؛ المتحف الوطني للعلوم والتكنولوجيا؛ المتحف الإثنوغرافي للسويد الذي يمتلك مجموعة قيمة للصناعات الحرفية من العالم بأسره؛ وأخيرا المتحف الوطني للبحار، مؤرخ لتاريخ البحرية التجارية والعسكرية للسويد. أمّا أهم منشآت الاحتفال فهي أوركسترا إستكهلم الانسجامية والمسرح الملكي والباليه الملكي.